# Monarchianizm
Monarchianizm (gr. μόνος Αρχή jedna zasada) – heterodoksalny nurt doktrynalny, który rozwinął się pod koniec II wieku. Zakładał jedność Bożej substancji i osoby ontycznej. Wyróżnia się dwie odmiany monarchianizmu:
1. adopcjanizm, zwany także dynamicznym monarchianizmem, oraz
2. modalizm, dzielący się z kolei na wczesny, tj. właściwy, monarchianizm oraz późny monarchianizm, czyli sabelianizm.

Adopcjaniści twierdzili, iż Chrystus był jedynie człowiekiem, natchnionym przez Ducha Świętego. Modaliści natomiast zacierali różnice pomiędzy Ojcem, Synem i Duchem Świętym.

## Dwoistość monarchianizmu
Monarchianizm składa się z dwóch form nauczania: adopcjanizm i modalizm. Choć są one diametralnie różne, zostały połączone przez historyków Kościoła w jeden nurt pod wspólną nazwą. Zaklasyfikowanie obu form do monarchianizmu wynika z głoszonych przez wyznawców idei Boskiej jedności (monarchii). Po raz pierwszy opisania adopcjanizmu i modalizmu jako odmian monarchianizmu podjął się w połowie III wieku Nowacjan. Objaśniał on, że twórcy obu poglądów próbowali na swój sposób wytłumaczyć i zachować dogmat o jedności Bożej.

## Adopcjanizm
Adopcjanizm, zwany też dynamicznym monarchianizmem, był poglądem, opierającym się na rozumie. Jego wyznawcy darzyli poważaniem Arystotelesa i Euklidesa oraz współczesnego im Galena. Idee adopcjanizmu zostały upowszechnione w ostatniej dekadzie II wieku przez uczonego bizantyjskiego, handlarza skórą, Teodota. Utrzymywał on, że Chrystus był cnotliwym człowiekiem, który po zstąpieniu na niego Ducha Świętego podczas chrztu w Jordanie potrafił czynić cuda. Niektórzy wyznawcy adopcjanizmu wierzyli, że stał się Bogiem po zmartwychwstaniu. Swoje poglądy Teodot opierał na wierszu 15 rozdziału 18 Księgi Powtórzonego Prawa oraz na wierszu 35 rozdziału 1 Ewangelii Łukasza. Adopcjanizm został potępiony przez papieża Wiktora I.

## Modalizm
Modalizm oparty był na koncepcji patrypasjanistycznej. Istnieją dwa nurty modalizmu: właściwy monarchianizm i sabelianizm.

### Właściwy monarchianizm
Wczesny modalizm był jednym z nurtów monarchianizmu. Współcześni nazywali go właściwym monarchianizmem. Zapoczątkował go Noetus ze Smyrny, który uważał, że Ojciec cierpiał wraz z Synem, dlatego niemożliwy jest podział w Bogu. Jego uczniowie głosili, że Bóg jest uniwersalną monadą i łączy w sobie sprzeczne cechy (np., śmiertelność i nieśmiertelność). W kolejnej fazie rozwoju modaliści uważali, że Słowo nie istnieje samodzielnie. Tym, który narodził się z Dziewicy, umarł i zmartwychwstał, a następnie zstąpił w postaci Ducha Świętego, był Ojciec. W tej fazie rozwoju modaliści zbliżyli się do poglądów adopcjanizmu.

### Sabelianizm
Sabelianiści, czyli wyznawcy późnego modalizmu, twierdzili, że Bóstwo jest monadą, wyrażającą się w trzech działaniach. Pogląd ten został zapoczątkowany przez Sabeliusza. Tłumaczył on jedność Boga za pomocą analogii słońca, tj. ciała, które emanuje światłem i ciepłem. Istotą Bóstwa jest Ojciec, natomiast Syn i Duch Święty są sposobami jego samowyrażania się. Jedynym Bogiem jest Ojciec, który narodził się jako Syn, a następnie pojawił się jako Duch Święty.